# Football Champ
Football Champ är ett fotbollsspel utvecklat av Taito, och utgivet 1990, ursprungligen som arkadspel. Spelet porterades till SNES och C64 av Domark. En ZX Spectrum-version var planerad, men släpptes inte.

## Landslag
Man kan välja mellan åtta olika landslag.
- Argentina
- Brasilien
- England
- Frankrike
- Italien
- Nederländerna
- Spanien
- Tyskland

### Fotnoter
1. ↑  ”Euro Football Champ on World of Spectrum”. Arkiverad från originalet den 8 maj 2014. https://web.archive.org/web/20140508025651/http://www.worldofspectrum.org/infoseekid.cgi?id=0011690. Läst 7 maj 2014.